# سليم كتشنر
سليم كتشنر (مواليد 1959 في القاهرة) هو كاتب وباحت مسرحي مصري. عضو باتحاد الكتاب المصري وعضو بنقابة المهن السينمائية. تخرج من كلية التجارة جامعة عين شمس، ثم بدأ حياته المهنية كمخرج بفرق الثقافة الجماهيرية، حيث أخرج عدة المسرحيات قبل أن يتفرغ للكتابة.

## أعماله
- مربط الفرس - سلسلة اشراقات أدبية – الهيئة المصرية العامة للكتاب – 1990
- امبراطور الكدابين - الهيئة المصرية العامة للكتاب – 1990
- حق عرب - طبعة خاصة بالتعاون مع اتحاد الكتاب – 1995
- الأرجوز - سلسلة المسرح العربي - الهيئة المصرية العامة للكتاب – يونيو 1996
- وما زالت الأرض تدور - مجلة آفاق المسرح – الهيئة العامة لقصور الثقافة – العدد العاشر يناير 1998
- العربة - مجلة آفاق المسرح – الهيئة العامة لقصور الثقافة – العدد الرابع عشر يناير 2000
- آكل الحشرات - سلسلة كتابات جديدة - الهيئة المصرية العامة للكتاب – 2003
- الضفة الأخري - سلسلة نصوص مسرحية – الهيئة العامة لقصور الثقافة – 2004
- تقديم وتحقيق مخطوط «سيرة مارجرجس» – المجلس الأعلي للثقافة – 2006
- تقديم وتحقيق مخطوط «سيرة مارجرجس» – طبعة ثانية – المركز القومي للمسرح والموسيقي والفنون الشعبية – 2006
- لو كان قلبي معي: الهيئة المصرية العامة للكتاب – 2009
- جمع وتحقيق «حكايات مصرية من القنال» – الهيئة العامة لقصور الثقافة 2013.
- «الأرض بتتكلم أنين» – الهيئة المصرية العامة للكتاب 2013.